# Linia kolejowa nr 75
Linia kolejowa nr 75: Rytwiany – Połaniec – drugorzędna, jednotorowa, zelektryfikowana linia kolejowa, łącząca posterunek odgałęźny i stację Połaniec.

## Charakterystyka techniczna
Linia w całości jest klasy D4, maksymalny nacisk osi wynosi 221 kN dla lokomotyw oraz wagonów, a maksymalny nacisk liniowy wynosi 78 kN (na metr bieżący toru). Linia wyposażona jest w sieć trakcyjną typu 2C120-2C-1, przystosowaną do maksymalnej prędkości 120 km/h, obciążalności prądowej 2540 A, a minimalna odległość między odbierakami prądu wynosi 20 m. Linia zaopatrzona jest w elektromagnesy samoczynnego hamowania pociągów. Linia podlega pod obszar konstrukcyjny ekspozytury Centrum Zarządzania Linii Kolejowych Lublin, a także pod Zakład Linii Kolejowych Kielce. Prędkość maksymalna poruszania się pociągów na linii wynosi 60 km/h, a jej prędkość konstrukcyjna wynosi 80 km/h.